# Grupo Villacero
Grupo Villacero S.A. de C.V. ist eine 1955 gegründete mexikanische Unternehmensgruppe, mit Sitz in Monterrey. Das Unternehmen ist der größte Stahlhändler in Mexiko und eine der führenden international tätigen Gesellschaften im Stahlsektor mit Niederlassungen in 34 Ländern. Es verfügt über einen eigenen 43 Hektar großen Hafen an der Pazifikküste in Lázaro Cárdenas im Bundesstaat Michoacán sowie eine eigene Lkw-Flotte.

## Geschichte
Das Unternehmen wurde 1955 als Materiales Fierro in Monterrey gegründet, wo auch heute noch der Hauptsitz ist. Seit 1986 ist Villacero mit seinen Produkten auf dem nordamerikanischen Markt vertreten. 1999 gründete Villacero ein Gemeinschaftsunternehmen mit Coutinho Caro + Co und Ferrostaal. 2007 veräußerte Villacero sein Stahlwerk Sicartsa in Lázaro Cárdenas an ArcelorMittal.
2007 genehmigte die Europäische Kommission ein Gemeinschaftsunternehmen der MAN Ferrostaal Power Industry  mit der CCC Steel (Ferrostaal) des Finanzinvestors MPC Capital und der mexikanischen Grupo Villacero nach der EU-Fusionskontrollverordnung. Mit dem Joint Venture wurden die weltweiten Tätigkeiten im Bereich des Stahlvertriebs in dem neu gegründeten Unternehmen Coutinho & Ferrostaa mit Sitz in Hamburg gebündelt.
2012 übernahm Villacero die Coutinho & Ferrostaal GmbH & Co. KG durch den Kauf sämtlicher Anteile an der Ferrostaal Metals Holding GmbH, die ihrerseits ein Drittel an Coutinho & Ferrostaal hielt. Ein weiteres Drittel wurde von der zu MPC gehörenden Coutinho, Caro + Co. Beteiligungsgesellschaft mbH erworben. Zusammen mit einem bereits seit längerem gehaltenen Drittel hält Villacero damit über seine deutschen Beteiligungsgesellschaften insgesamt 100 Prozent an dem in Hamburg ansässigen Stahlhandelsunternehmen Coutinho & Ferrostaal. Das Unternehmen wurde im Anschluss umfirmiert in C&F Steel International GmbH & Co. KG und ein Ausstieg aus MPC vollzogen, an der Villacero seit 2009 mit 25,1 Prozent beteiligt war.

## Unternehmensstruktur
Grupo Villacero S.A. de C.V ist eine Aktiengesellschaft in Privatbesitz. 
Die Villacero Gruppe ist eine der führenden international tätigen Gesellschaften im Stahlsektor und in über 34 Ländern im Bereich Marketing, Vertrieb, Umwandlung und Logistik für Stahlprodukte aktiv.
- Grupo Villacero S.A. de C.V. Monterey
  - Quistance Steel Beteiligungsgesellschaft mbH,
  - Ferrostaal Metals Holding
  - Rosularia Vermögensverwaltungsgesellschaft mbH
    - C&F Steel International GmbH & Co. KG, Hamburg (Umsatz 2013 1,1 Mrd. EUR)[5]
      - C&F International GmbH, Essen
      - C&F International Holding Inc., Delaware (USA)
      - C&F International, Inc., Houston (USA)
      - C&F Steel International Ltd., Vancouver/Kanada
      - C&F Steel International México S.A. de C.V., Monterrey (Mexiko)
      - Coutinho Caro + Co. Ltd., Hongkong (China)
      - Coutinho & Ferrostaal LLC., Delaware (USA)
      - C&F International Ibérica S.L., Madrid (Spanien)
      - C&F International UK Ltd., Banbury/Oxfordshire, (Großbritannien)
      - C&F International Scandinavia A/S, Oslo (Norwegen)
      - C&F International Italia S.r.l., Mailand (Italien)
      - C&F International Polska sp.z.o.o., Katowice (Polen)
      - Interferro Celik Ticaret A.S., Istanbul (Türkei)
      - C&F International South East Asia Pte. Ltd., Singapur (Malaysien)
      - C&F International Egypt L.L.C., Kairo (Ägypten)
      - Interferro S.A., Caracas (Venezuela)